# Bombina maxima
Espèce
Synonymes
- Bombinator maximus Boulenger, 1905

Bombina maxima  est une espèce d'amphibiens de la famille des Bombinatoridae.

## Répartition

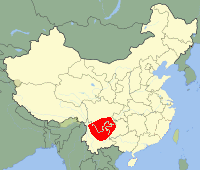
Distribution

Cette espèce est endémique du Yunnan en Chine.
Sa présence en Birmanie est incertaine.

## Description
C'est une espèce venimeuse.

## Pharmacopée
Bombina maxima, est utilisé dans la pharmacopée de la médecine chinoise pour traiter de nombreux symptômes. La médecine occidentale a pu démontrer que le venin de cet amphibien contenait contenait une kinine plus efficace pour dilater les artères des mammifères que la molécule générée par ceux-ci à cet effet. On a pu y détecter également une autre molécule qui prend le relais de la première, une autre qui modère l'appétit et plus de 56 peptides aux propriétés antibiotiques capables de tuer des bactéries résistantes aux médicaments telle que le Staphylococcus aureus résistant à la méticilline.

## Bombina maximaet l'homme
Cette espèce est un NAC de manière plus rare que Bombina bombina.

## Publication originale
- (en) Boulenger, « Description of a new batrachian of the genus Bombinator from Yunnan », Annals and Magazine of Natural History, 7e série, vol. 15,‎ 1905, p. 188-190 (lire en ligne)